# Dzień Akcji Bezpośredniej

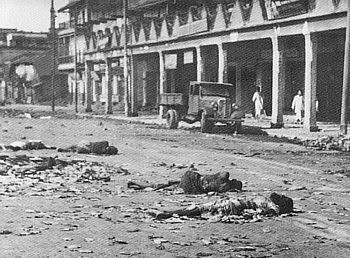
Ofiary zamieszek

Dzień Akcji Bezpośredniej – zamieszki na tle religijno-etnicznym w Kalkucie 16 sierpnia 1946 r., wywołane przez Ligę Muzułmańską i jej lidera Muhammada Alego Dźinnaha w celu zademonstrowania Brytyjczykom i Indyjskiemu Kongresowi Narodowemu siły społeczności muzułmańskiej. W starciach zginęło według ostrożnych szacunków od 5 do 20 tys. ludzi, zarówno hindusów jak i muzułmanów, a liczba rannych była liczona w dziesiątkach tysięcy. Zamieszki udało się opanować poprzez spełnienie żądania Ligi Muzułmańskiej, jakim było przyrzeczenie utworzenia niepodległego państwa dla muzułmańskiej części Indii – Pakistanu.